# غونزالو لوبيز دي هارو
غونزالو لوبيز دي هارو (بالإسبانية: Gonzalo López de Haro)‏ هو مستكشف إسباني، ولد في 1761 في مدينة بويبلا في المكسيك، وتوفي بنفس المكان في 1823.